# Trévérec
Trévérec é uma comuna francesa na região administrativa da Bretanha, no departamento Côtes-d'Armor. Estende-se por uma área de 4,32 km². Em 2010 a comuna tinha 223 habitantes (densidade: 51,6 hab./km²).